# شموئیل رودنسکی
شموئیل رودنسکی (عبری: שמואל רודנסקי‎؛ ۱۹۰۲ – ۱۶ ژوئیه ۱۹۸۹) هنرپیشه اهل لیتوانی بود.
از فیلم‌ها یا برنامه‌های تلویزیونی که وی در آن نقش داشته‌است می‌توان به موسی قانون‌گذار، عقرب، پرونده اودسا و سیلاس اشاره کرد.